# Secamone letouzeana
Secamone letouzeana är en oleanderväxtart som först beskrevs av H.Huber, och fick sitt nu gällande namn av Klack.. Secamone letouzeana ingår i släktet Secamone och familjen oleanderväxter. Inga underarter finns listade i Catalogue of Life.